# Elena Savelyeva
Pour les articles homonymes, voir Savelieva.
Elena Savelyeva est une boxeuse russe né le 16 juin 1984 à Toula.

## Carrière
Championne du monde de boxe amateur à Bridgetown en 2010 et championne d'Europe à Rotterdam en 2011 dans la catégorie poids coqs, elle remporte également la médaille d'argent aux championnats du monde de Ningbo en 2008 en poids mouches.

## Palmarès

### Jeux olympiques
- Quart-de-finaliste des Jeux de 2012 à Londres, Angleterre

### Championnats du monde de boxe
- Médaille d'or en -54 kg, en 2010, à Bridgetown, en Barbade
- Médaille d'argent en -50 kg, en 2008, à Ningbo, en Chine
- Médaille de bronze en -51 kg, en 2012, à Qinhuangdao, en Chine
- Médaille de bronze en -54 kg, en 2014, à Jeju, en Corée du Sud

### Championnats d'Europe de boxe
- Médaille d'or en -54 kg, en 2011, à Rotterdam, en Pays-Bas
- Médaille d'or en -51 kg, en 2016, à Sofia, en Bulgarie
- Médaille d'argent en -48 kg, en 2009, à Mykolaïv, en Ukraine
- Médaille d'argent en -51 kg, en 2019, à Alcobendas, en Espagne
- Médaille de bronze en -54 kg, en 2014, à Bucarest, en Roumanie

### Jeux européens
- Médaille d'or en -51 kg, en 2015, à Bakou, en Azerbaïdjan